# Saint-Sulpice-la-Forêt
Saint-Sulpice-la-Forêt település Franciaországban, Ille-et-Vilaine megyében. Lakosainak száma 1557 fő (2022. január 1.). Saint-Sulpice-la-Forêt Chasné-sur-Illet, Mouazé, Chevaigné, Betton, Thorigné-Fouillard és Liffré községekkel határos.

## Népesség
A település népessége az elmúlt években az alábbi módon változott:
| Lakosok száma | 325  | 731  | 1064 | 1429 | 1412 | 1339 | 1332 | 1382 | 1440 | 1557 |
|               | 1968 | 1982 | 1990 | 2006 | 2013 | 2015 | 2017 | 2019 | 2020 | 2022 |